# صخره‌ماهی خشن‌چشم
صخره‌ماهی خشن‌چشم (Sebastes aleutianus) گونه‌ای از عقرب‌ماهی‌های صخره از سردهٔ صخره‌ماهی  است. این گونه با نام‌های دیگری همچون صخره‌ماهی گلوسیاه و صخره‌ماهی نوک‌سیاه نیز شناخته می‌شود. این ماهی تا حداکثر ۹۷ سانتیمتر (۳۸ اینچ) رشد می‌کند، و رکورد جهانی وزن آن نزد انجمن جهانی ماهی‌گیری ورزشی (IGFA) برابر با ۱۴ پوند ۱۲ اونس (۶٫۶۹ کیلوگرم) ثبت شده‌است. همانند بسیاری دیگر از اعضای این سرده، این ماهی بسیار دراززیست است و تا سن ۲۰۵ سالگی نیز دیده شده‌است.

## رده‌بندی
صخره‌ماهی خشن‌چشم نخستین بار در سال ۱۸۹۸ به‌طور رسمی با نام Sebastodes aleutianus توسط دو ماهی‌شناس آمریکایی، دیوید استار جردن و بارتون وارن اورمان توصیف شد. نماد آن از نزدیکی کارلوک، آلاسکا در جزیره کودیاک در تنگه شلیکوف گرفته شد.
این آرایه پیش‌تر با گونهٔ صخره‌ماهی خال‌سیاه یکسان پنداشته می‌شد، اما امروزه آن گونه به‌عنوان گونه‌ای مستقل و معتبر شناخته می‌شود. هر دو گونه اکنون در زیرسرده Zalopyr طبقه‌بندی شده‌اند. نام گونه‌ای aleutianus به معنای «وابسته به جزایر آلیوتی» است؛ جزیره کودیاک در گذشته جزو این مجمع‌الجزایر شمرده می‌شد.

## ویژگی‌ها
نام این ماهی برگرفته از وجود ۲ تا ۱۰ خار در لبهٔ زیرین کاسهٔ چشم آن است. رنگ بدن آن صورتی، خاکی یا قهوه‌ای با لکه‌هایی نامنظم از قهوه‌ای تیره‌تر است، و اغلب لکه‌ای تیره در عقب آبشش‌پوش دارد. بخش پشتی خط جانبی نیز معمولاً صورتی‌رنگ است. اندازهٔ میانگین افراد بالغ این گونه حدود ۸۰ سانتیمتر (۳۱ اینچ) است.

## پراکندگی و زیستگاه
صخره‌ماهی خشن‌چشم گونه‌ای از ماهیان آب‌های عمیق است و در گستره‌ای میان مدار ۳۱ درجه شمالی تا عرض جغرافیایی ۶۶ درجه شمالی در اقیانوس آرام یافت می‌شود؛ به‌ویژه از سواحل ژاپن تا دره ناوارین در دریای برینگ، جزایر آلیوتی و تا جنوب سن دیگو، کالیفرنیا.
این ماهی در عمق بین ۱۵۰ تا ۴۵۰ متر (۴۹۰ تا ۱۴۸۰ فوت) یافت می‌شود، و ماهیان بزرگ‌تر در آب‌های ژرف‌تری نسبت به ماهیان کوچک‌تر زندگی می‌کنند. دمای آب در این ژرفاها بین منفی ۰٫۳ تا ۵٫۰ درجهٔ سلسیوس (۳۱٫۵ تا ۴۱٫۰ درجهٔ فارنهایت) است.
این ماهیان معمولاً نزدیک بستر دریا زندگی می‌کنند، در میان صخره‌ها، سنگ‌ها، بسترهای نرم، و اغلب در غارها یا شکاف‌ها یافت می‌شوند.

## رفتار
در برخی دوره‌ها، صخره‌ماهی‌های خشن‌چشم به‌صورت گله‌ای ظاهر می‌شوند، اما در بیشتر سال، افراد بزرگ‌تر تمایل به زیست انفرادی یا در گروه‌های کوچک دارند. این گونه از جمله دراززیست‌ترین ماهیان شناخته‌شده است و ممکن است بیش از دویست سال عمر کند.
رژیم غذایی این ماهی شامل میگوها، خرچنگها، دیگر ماهیان، دوجورپایان و صاریغ‌میگوسانان است. این گونه تخم‌گذار است و معمولاً بین فوریه تا ژوئن تولیدمثل می‌کند، اگرچه گاه تولیدمثل آن میان اکتبر تا ژانویه نیز دیده شده‌است.